# 白戸佑輔
白戸 佑輔（しらと ゆうすけ、1981年9月9日 - ）は、日本の作曲家、編曲家、作詞家、ベーシスト、ピアニスト。東京音楽大学作曲科卒業、茨城県取手市出身。

## 経歴
1981年に茨城県取手市で生まれ、子どもの頃よりクラシックを聴きピアノを習う。中学生の頃、友人がギターを始めたことに影響を受けて「THE BLUE HEARTS」「UNICORN」に傾倒し、友人とバンドを始めた。千葉県立柏高等学校でドラムと作曲に目覚め、その後、東京音楽大学作曲科入学。
在学中は室内楽、オーケストラなどの作曲に傾倒。大学3年の頃、家庭の事情で学費が払えなくなり、着メロ、カラオケの仕事を始める。1年間で働いた報酬は大学3.4年生分の学費を払えるくらいになった。大学卒業前に椎名林檎、亀田誠治に傾倒しベーシストとして活動するようになる。作曲を西村朗、藤原豊、高橋裕、伊左治直、各氏に師事。
東京音楽大学芸術コースを卒業後、奥村愛子のバックバンド「acid harem」のベーシストとしてデビュー。しかし泣かず飛ばすでIT企業の夜勤のヘルプデスクでバイトをして生計。バイトの合間に細細と音楽の仕事を続けて、2007年に戸松遥の「愛と青春のぼくたち」で作家活動デビューを果たす。その後、様々なアーティストへの楽曲提供やサポート演奏を手がける。ピアノ、ストリングスを活かしたアニソン、アイドル、それとは対照的に心に染み入るバラードが定評を持つ。現在はドリームモンスター所属の作曲家として活動する。ベーシストとしての経験を活かしレコーディングでピアノ、ベースを演奏する事も多数。
主な作品として欅坂46「世界には愛しかない」を始め、THE IDOLM@STER、AKB48、SKE48、BOYS AND MEN、関西ジャニーズJr、北乃きい、吉木りさ、水瀬いのり、藍井エイル、戸松遥、鈴木このみ、ラストアイドルに楽曲提供。「ダイヤのA」主題歌、ミュージカル「テニスの王子様」、アニメ劇伴、CM音楽、映画祭音楽などにも提供。DTM、作曲講師として後進の指導にもあたり、多数のプロ作家を輩出している。

## 人物・音楽性
趣味はウサギを飼うこと、ランニングをすること。
テレビ番組で審査員等も行う。『ラストアイドル』（テレビ朝日）では秋元康に名曲と呼ばせた「バンドワゴン」を作曲し審査員としてジャッジを実施。
クラシカルアレンジにクロスオーバーさせたようなモーダルコード進行と変幻自在のメロディは独特のものであり、来るもの拒まぬ信頼の拠り所と呼ばれる（作曲家他己紹介書より）。
アイドルから電波ソング、UKバンド的POP、クラブ系アニソン、クラシカルなピアノ作品、合唱曲などメロディの作風が多岐に及ぶ異端な作家である。
アニメやアイドルへの楽曲提供が目立つが、委嘱作品として室内楽クラシカル作品やオーケストラ作品出版、ファンファーレ、吹奏楽出版作品も存在する（『吹奏楽マガジン』より）。
作曲法として「メロディーには日本人が気持ちいいと思うツボがある。どんなジャンルの曲でも必ず取り入れるようにしている。その中でどう変化やオリジナリティをつけていくかがミソ。アレンジに関してはコード楽器だけで攻めず、フレーズの組み合わせによってコード感を演出することを意識すると一歩進んだ仕上がりになる。Mr.Childrenなんかはとてもいい勉強になります」と話す。

## 作品

### アーティスト提供作品
あ行
- AIKI & AKINO from bless4
  - 「月のもう半分」（作曲・編曲）魔法使いの嫁 EDテーマ
- 藍井エイル
  - 「夢の終わり」（作詞・作曲）
- 亜咲花
  - 「Edelweiss」（作詞・作曲・編曲）
- 井上苑子
  - 「エール」（作曲・編曲）3rd single
  - 「ねぼう」（作詞・作曲・編曲）
  - 「何でもない」（作詞・作曲・編曲）
- 入野自由
  - 「JUMP」（作曲）
- 内田真礼
  - 「youthful beautiful」（編曲）
  - 「ノーシナリオ」（編曲）
  - 「Love for All Stars」（編曲）
  - 「ラウドへイラー」（編曲）
- 8P
  - 「Third time pays for all」（作曲・編曲）
- AKB48
  - 「前触れ」（作曲）
  - 「アイヲクレ」（作曲）
  - 「記憶のジレンマ」（作曲・編曲）
- SKE48
  - 「今日までのこと、これからのこと」（作曲）
  - 「チャイムはLOVE SONG」（作曲）
- SG Wannabe
  - 「LOST」（作曲）
- edda
  - 「無伴奏」（作曲・編曲）[4]
- ON/OFF
  - 「TWINKLE」（作曲）

か行
- 北乃きい
  - 「白い世界」（作曲）
- 欅坂46
  - 「世界には愛しかない」（作曲）[5]

さ行
- 坂本真綾
  - nina（作曲・編曲 / TVアニメ『星降る王国のニナ』OP主題歌[6]）
- さくらしめじ
  - 「恋音と雨空」（AAAカバー　編曲）
- THE HOOPERS
  - 「トワ エ モア」（作曲・作詞）
- 関西ジャニーズJr.
  - 「NEXT STAGE」（作曲）
- JUNNA
  - 「Here」（作曲・編曲・プログラミング） 魔法使いの嫁 OPテーマ
  - 「狂ったカンヴァス」（作曲・編曲・プログラミング）
  - 「情熱モラトリアム」（編曲）
  - 「コノユビトマレ」（作曲・編曲・プログラミング）賭ケグルイ2OPテーマ
  - 「sky」（作曲・編曲・プログラミング）
  - 「Believe In Myself」（作曲・編曲・プログラミング）
- 下地紫野
  - 「そんなの僕じゃない。」（作曲・編曲）すのはら荘の管理人さんEDテーマ
  - 「いつか」（作曲）
- しほり
  - 「青い蝶」（編曲）
- 鈴木このみ
  - 「DAYS of DASH」（作曲・編曲・ベース・ピアノ）
  - 「歌えばそこに君がいるから」（作曲・編曲・ピアノ）
  - 「夢の続き」（作曲）
  - 「Love is MY RAIL」（作曲・編曲）
  - 「miss blue」（作詞・作曲・編曲）
  - 「join us」（編曲）
  - 「真聖輝のメタモルフォシス」（作曲・編曲）
  - 「Hikari no Metamorphosis」（作曲・編曲）
  - 「約束の続き」（共作詞・作曲・編曲・ベース）（作詞は辻純更と共作）
  - 「I say "Happy day!"」（作曲・編曲・ベース・ピアノ）
  - 「フラジャイルな君」（作曲・編曲・ピアノ）
  - 「One day sky」（作詞・作曲・編曲）
  - 「夢へ繋ぐ今」（編曲）
  - 「真理の鏡、剣乃ように」（編曲）
- 鈴木みのり
  - 「リワインド」（作詞・作曲・編曲）カードキャプターさくら EDテーマ
  - 「any」（作詞・作曲・編曲）
- 鈴村健一
  - 「home sweet home」（作曲）
- StylipS
  - 「Blue Moon Dream」（作曲・編曲）

た行
- 竹中大地
  - 「イルナエテルロ」（作詞・作曲・編曲・ピアノ） 魔法使いの嫁 挿入歌
- 田村ゆかり
  - 「永遠のひとつ」（作曲・編曲）ISLAND　OPテーマ
  - 「Closing tears」（作曲・編曲）ISLAND　OPテーマ2
  - 「ジェラシーのその後で」（作曲・編曲）
  - 「新月のpollen」（作曲・編曲）
  - 「ちょっとだけワルイコ」（作曲・編曲）
- 茅原実里
  - 「ステラステージ」（作曲）
- つばきファクトリー
  - 「表面張力～Surface Tension～」（作曲）
- 戸松遥
  - 「やさしき日々」（作詞・作曲）
  - 「愛と青春のぼくたち」（作曲）
- Trignal
  - 「Cupid Cupid Cupid!!!」（作曲・編曲）

な行
- 夏川椎菜
  - 「Daisy Days」（作曲・編曲）
- 沼倉愛美
  - 「Benventuti」（作曲）
- ノースリーブス
  - 「青春の木洩れ陽」（作曲）
- ≠ME
  - 「デート前夜レクイエム」（作曲・編曲）
- 能登有沙
  - 「Rainbow Drops (Inst.)」（作曲・編曲）

は行
- Hi!Superb
  - 「My Everything For You」（作曲）
- 畠中 祐
  - 「Greatest Loser」（作曲・編曲）
- 葉月ゆら
  - 「Innocent Butterfly」（作曲・編曲・ベース）
  - 「蜜纏いし白の姫君 〜Snow White〜」（作曲・編曲・コーラス）
- 緋翼のクロスピース
  - 「クロスカラーズ」（作曲・編曲・ベース）
- 福島和可菜
  - 「スノーランド 〜白い花火〜」（作曲・編曲）
- petit milady
  - 「rainy! rainy! rainy!」（作曲）
- predia
  - 「You're my Hero」（作曲・編曲）
  - 「刹那の夜の中で」（作詞・作曲・編曲）
  - 「The Call」（作詞・作曲・編曲）
  - 「サテンドールは語らない」（作詞・作曲・編曲）
  - 「shade of you」（作詞・作曲・編曲）
- Fenrir From BABY WOLF
  - 「Discussion & Love」（作曲）
- BOYS AND MEN
  - 「One For All, All For One 〜夢は叶えるもの〜」（作曲・編曲）
- BOYS AND MEN研究生
  - 「ボクたちのONE」（編曲）
  - 「my first…」（作詞）
  - 「そいじゃッ レベルUP⤴」（作曲・編曲）

ま行
- May'n
  - 「graphite/diamond」（編曲）TVアニメ『アズールレーン』OP主題歌
- 光岡昌美
  - 「PRIVATE MOON」（作曲・編曲）
  - 「DOLL」（作曲・編曲）
- 水瀬いのり
  - 「アイマイモコ」（編曲）
  - 「Lucky Clover」（作詞・作曲・編曲）
  - 「ハートノイロ」（編曲）
  - 「ピュアフレーム」（作詞・作曲・編曲）
  - 「ココロソマリ」（編曲 / TVアニメ『ソマリと森の神様』ED主題歌）
  - 「HELLO HORIZON」（作曲・編曲 / TVアニメ『現実主義勇者の王国再建記』OP主題歌）
  - 「heart bookmark」（編曲[7]）
  - 「フラーグム」（作曲・編曲[7]/ TVアニメ『アクロトリップ』OP主題歌）
- 諸星すみれ
  - 「はじまれ」（作曲・編曲）
  - 「真っ白」（作曲・編曲）TVアニメ『本好きの下剋上 司書になるためには手段を選んでいられません』第1クールOP主題歌）
  - 「つむじかぜ」（作曲・編曲）TVアニメ『本好きの下剋上 司書になるためには手段を選んでいられません』第2クールOP主題歌）
  - 「Beautiful Flower」（作曲・編曲）
  - 「青い関係」（編曲）

や行
- 柚木尚子　
  - 「TOMORROW」（作曲・編曲）（SLEEP FREAKSの企画にて制作）
- YURiKA
  - 「薄明パラレル」（作曲・編曲）
  - 「ROMA☆KiRA」（作曲・編曲）
- YURI*KARI
  - 「君と二人」（作曲）
- 横山ルリカ
  - 「ユメイロ」（作詞・作編曲）
  - 「Corona」（作詞・作編曲）
- 吉木りさ
  - 「永久星座」（作曲）

ら行
- ラストアイドル
  - 「バンドワゴン」（作曲）[5]
  - 「あんたは誰だ?」（作曲・編曲）
- LISP
  - 「I WISH…」（作曲）
- Liyuu
  - 「bloomin’」（作曲・編曲[8]）

### アニメ・ゲームソング
- アイドルマスターシリーズ 
  - THE IDOLM@STER
    - 「おもいでのはじまり」（作詞・作曲・共編曲）（編曲は草野よしひろと共同）
    - 「今、スタート!」（作詞・作曲）

  - THE IDOLM@STER 2
    - 「YOU往MY進!」（作曲・編曲）

  - THE IDOLM@STER SP
    - 「乙女よ大志を抱け」（作曲）

  - THE IDOLM@STER SideM
    - 「オモイノウタ」（作曲・編曲）

  - アイドルマスター ミリオンライブ!
    - 「Legend Girls!!」（作曲・編曲）
    - 「想いはCarnaval」（編曲）
    - 「Discord Area」（作曲・編曲）

  - アイドルマスター ミリオンライブ! シアターデイズ
    - 「夜と、明かりと。」（編曲）
- アブソリュート・デュオ
  - 「2/2」（作曲・編曲）
- アルスラーン戦記
  - 「名もなき星」（作曲）
- あんさんぶるスターズ！流星隊
  - 「SUPER NOVA REVOLU5TAR」（作曲）
- あんさんぶるスターズ！knights　月永レオ
  - 「Birthday of Music!」（作曲・編曲）
- あんさんぶるスターズ！UNDEAD  乙狩 アドニス
  - 「Saql Faith」（作曲・編曲）
- うぽって!!
  - 「らいふるらいふらぶ」（作曲・編曲）
- 大室家（劇中音楽）
- 賭ケグルイ××
  - 「コノユビトマレ」（作曲・編曲）
- 逆転世界ノ電池少女
  - 劇中音楽
- くノ一ツバキの胸の内
  - 劇中音楽
- こいけん!
  - 「Domisofasolaぶ♪」（作曲）
- こえでおしごと!
  - 「星に願いを」（作曲）
- ご注文はうさぎですか?
  - 「きらきらアラモード」（作曲・編曲）
  - 「ショコラティーヌ de 3時」（作曲）
- 小林さんちのメイドラゴン
  - 「おうちかえろ」（作曲・編曲）
- 最遊記RELOAD -ZEROIN-
  - 劇中音楽
- 銃皇無尽のファフニール
  - 「Ray of bullet (tiny ver.)」（ストリングスアレンジ・ピアノ）
- 真・三國無双7
  - 「THE FORERUNNER」（作曲・編曲）
- 新妹魔王の契約者
  - 「Sweet Heart」（作曲・編曲）
- デート・ア・ライブ
  - 「Lonely, Morning, Dreaming」（作曲・編曲）
- デンキ街の本屋さん
  - 「シャッター☆チャンス」（作曲）
- とある科学の超電磁砲
  - 「幻想、もしくはそれに等しいもの」（作曲）
  - 「BEAT IN（ビリ）! BEAT IN（ビリ）!」（作曲）
  - 「ひゅん!DESTINATION（デスティネーション）」（作曲）
  - 「99.9% Noisy」（作曲）
  - 「カンペキWill」（作曲）
- 凍牌〜裏レート麻雀闘牌録〜
  - 劇中音楽[9]
- 時々ボソッとロシア語でデレる隣のアーリャさん
  - 「1番輝く星」（作詞・作曲・編曲）[10]
- To LOVEる -とらぶる-
  - 「あっぷる・ぱにっく!?」（作曲）
- ハヤテのごとく!
  - 「Fly High↑↑」（作曲）
  - 「プラネタサイリユム」（作曲）
- ひだまりスケッチ
  - 「気まぐれ、じゃんけんポンっ!」（作曲）
- プリンセスコネクト!Re:Dive
  - 「無敵ドリーミング」（作曲）
- 星空へ架かる橋
  - 「Raspberry Complex」（作曲）
  - 「Water LiLy」（作曲）
- マイリトルポニー 〜トモダチは魔法〜
  - 「マジカル大☆大☆大冒険!」（作曲）
- ラブライブ！スーパースター!!
  - 「名前呼びあうように」（編曲）
- ラブライブ！蓮ノ空女学院スクールアイドルクラブ
  - 「AURORA FLOWER」（作曲・編曲）
  - 「おいでよ！石川大観光」（作曲・編曲）
- Re:ステージ! ドリームデイズ 市杵島瑞葉キャラクターソング
  - 「ひと夜ひと夜にひとりごと」（作曲・編曲）
- LOST SONG
  - 劇中音楽
  - 「歌えばそこに君がいるから」（作曲・編曲）
  - 「TEARS ECHO」（作曲・編曲）
  - 「青く清き水の歌」（作曲・編曲）
  - 「想いの歌」（作曲・編曲）
  - 「癒やしの歌」（作曲・編曲）
  - 「ゴルト、栄光の地よ！」（作曲・編曲）
  - 「想いの翼」（作曲・編曲）
  - 「風の理」（作曲・編曲）
  - 「大地に抱かれ」（作曲・編曲）
  - 「太古の女神の歌」（作曲・編曲）
  - 「炎の鼓動」（作曲・編曲）
  - 「終滅の歌」（作曲・編曲）
  - 「LOST SONG」（作曲・編曲）

### その他
- つくばみらい市立富士見ヶ丘小学校 校歌（作詞・作曲）[11][注釈 1]

## レコーディング参加
- 銃皇無尽のファフニール
  - 「Ray of bullet」（ピアノ）
- ミュージカル・テニスの王子様2ndシーズン
  - 「夢の途中」（ピアノ）
- ディーふらぐ!
  - 「Su・i・ma・se・n」（シンセサイザー）
  - 「Funaboric syndrome」（ピアノ）
  - 「8bit skipper」（ピアノ）
  - 「可憐孤高の花びら」（ピアノ）
- Free!
  - 「Navy Tomorrow」（ベース）

## 出演
- musicる TV（テレビ朝日） - 音楽作家発掘企画・審査員[12]
- ラストアイドル（テレビ朝日） - 審査員[3]
- 今夜、誕生!音楽チャンプ（テレビ朝日） - 審査員[13]